# Pararethona argentescens
Pararethona argentescens är en fjärilsart som beskrevs av George Francis Hampson 1910. Pararethona argentescens ingår i släktet Pararethona och familjen tandspinnare. Inga underarter finns listade i Catalogue of Life.